# Na Větrné hůrce
Na Větrné hůrce (nebo také Bouřlivé výšiny či Vichrné návrší, anglicky Wuthering Heights) je jediný román britské autorky Emily Brontëové. Román vyšel pod mužským pseudonymem Ellis Bell v roce 1847.
Emily Brontëová zemřela krátce po vydání románu, který nesklidil v době vydání výrazný úspěch a nějakou dobu byl dokonce považován za rané a nezralé dílo Charlotty Brontëové. Hodnota díla začala být rozpoznávána až ve 20. století a dnes je Na Větrné hůrce považováno za jedno z nejvýznamnějších děl anglické literatury.
Emily Brontëová žila se svou rodinou ve značné izolaci od kulturního dění své doby, a přestože se autorka inspirovala básněmi Williama Cowpera, Roberta Burnse, Waltera Scotta, Dorothy Wordsworthové a George Gordon Byrona, vytvořila značně originální dílo, které šokovalo viktoriánskou společnost svým nekonvenčním přístupem ke křesťanství, pojetím dobra a zla a stoickým postojem bez odsouzení činů hlavních postav.

## Děj
Na Větrné hůrce je román, který z velké části tvoří několik vyprávění složitě chronologicky komponující děj mezi lety 1770-1803. Lockwood je gentleman z Londýna unavený společností, který si v Yorkshiru pronajme dům zvaný Thrushcross Grange (Drozdov). Majitelem domu je Heathcliff, který přebývá v nedaleké usedlosti zvané Na Větrné hůrce. Spolu s Heathcliffem se Lockwood v neutěšené domácnosti seznámí s mladou Katkou Heathcliffovou a Haretonem Earnshawem. Zaujat skupinou tak nesourodých lidí, dozví se z vyprávění služebné Nelly Deanové historii dvou rodů, která začíná kolem roku 1770:
V té době starý Earnshaw, otec Hindleyho a Kateřiny, přivedl na Větrnou hůrku z Liverpoolu malého cikánského opuštěného chlapce, kterému dali jméno Heathcliff (podle jeho záliby toulat se po okolní krajině, heath=vřes(oviště), cliff=útes, skála). Heathcliff si rychle získal přátelství asi stejně staré Kateřiny, ale Hindley se vůči Heathcliffovi od počátku choval povýšenecky a vztah se rychle přeměnil ve vzájemnou otevřenou nenávist. O Heathcliffa se částečně starala tehdy ještě mladá Nelly.
Po smrti starého Earnshawa se Heathciffova situace rychle zhoršila: z postavení rovnocenného Kateřině nebo Hindleymu byl Hindleym, teď pánem domu, odsunut do pozice sluhy a pacholka, což těžce nesl a často byl navíc týrán i ponižován. Hindley si již na pohřeb svého otce přivedl mladou ženu Frances, která mu porodila syna Haretona, ale krátce poté zemřela na tuberkulózu (někdy se zde hledá spojitost s úmrtím Emily Brontëové na tuberkulózu), což její manžel těžce nesl. V této době se Kateřina sblížila i s dětmi z rodiny pana Lintona na Thrushcross Grange – Izabelou a Edgarem. Její pouto s Heathcliffem i přes novou známost, která by jí měla být společensky přijatelnější a bližší, zůstalo i nadále stejně pevné.
O několik let později Kateřina dospěla v mladou ženu nevypočitatelné povahy, kterou jen stěží skrývala pod masku konvenčních mravů. Přestože se otevřeně přiznala k lásce k Heathcliffovi, podvolila se společenských konvencím a vlastní ctižádostivosti a vybrala si za budoucího muže Edgara Lintona, ať již proto, že by tím mohla pomoci dostat se Heathcliffovi z poníženého postavení v domácnosti svého bratra, nebo proto, aby pro sebe zajistila přijatelné společenské postavení (což by bylo při sňatku s Heathcliffem vyloučeno). Zrazený Heathcliff toho samého dne, kdy Kateřina svolila ke sňatku s Edgarem, odešel z domova a po čtyři roky o něm nikdo neslyšel. Po čtyřech letech se vrátil – krátce po svatbě Kateřiny s Edgarem, ne už jako pacholek a nuzák, ale jako gentleman určitého společenského postavení a zajištění. Kateřina ho nadšeně přijala, ale situace se časem zkomplikovala, když se Heathcliff ubytoval na Větrné hůrce u Hindleyho, který po smrti své ženy propadl alkoholu, a když se do Heathcliffa zamilovala Edgarova sestra Izabela. Po zuřivé hádce s Edgarem a Kateřinou s sebou Heathcliff odvedl Izabelu, která se za něj provdala. Kateřina zatím podlehla dalšímu záchvatu nemoci – ještě před svou smrtí však porodila dítě – malou Katku.
Manželství Izabely s Heathcliffem trvalo jen krátce – Heathcliff Izabelu otevřeně týral a mstil se za příkoří, které se mu od její rodiny dostalo. Izabele se nakonec podařilo uprchnout a později porodit chlapce Lintona.
O nějakých dvanáct let později Izabela zemřela a mladý Linton byl přivezen na Thrushcross Grange. Na neduživého chlapce vznesl nárok Heathcliff a odvedl si ho na Větrnou hůrku i přesto, že se netajil svým odporem k neduživému a slabošskému chlapci. Přestože se Edgar Linton snažil svou dceru celá léta držet v nevědomosti o existenci Heathcliffa a Větrné hůrky, Katka se náhodou seznámila s Lintonem a mezi mladými lidmi vzniklo pouto, které přerostlo v náklonnost především z Katčiny strany (Linton byl příliš sobecký, než aby byl takového citu v plném jeho významu schopný), která měla do značné míry příchuť soucitu.
Heathcliff tohoto využil a vylákal Katku na Větrnou hůrku (v době, kdy mladý Edgar prakticky umíral), aby donutil mladé lidi ke sňatku, který by znamenal, že Heathcliff ovládne i majetek Edgara Lintona.
Linton krátce po sňatku zemřel a Katka zůstala uvězněna v nehostinném hospodářství s Heathcliffem (kterého se bála), Haretonem (kterým pohrdala), starým Josefem a Nelly. Přestože Hareton byl celý svůj život držen Heathcliffem v poníženém postavení a nedostalo se mu žádného vzdělání, dobrý povahový základ jej přes počáteční odpor k jejímu výsměchu s Katkou sblížil, ta ho nakonec začala učit číst a psát. Vzniká (teď již v současně s vyprávěním) mezi nimi láska, které snad ani Heathcliff příliš nebrání, neboť se už příliš ve své osamocenosti a týrání vzdálil od tohoto světa. Po jeho záhadné smrti nic nebrání mladým lidem, aby uzavřeli sňatek.

## Postavy
Hlavním motivem knihy je bezesporu láska mezi Kateřinou a Heathcliffem. Je ovšem jen těžké se rozhodnout, zda autorka chtěla, aby čtenář hlavní dvě postavy přijal jako romantické hrdiny, jejichž láska překonává společenské zábrany a konvenční morálku anebo jestli je má čtenář odsoudit jako lidi, kteří si vzájemně i ostatním svojí nezřízenou vášní zničí život. Toto je rys, který (nejen) ve své době čtenáře značně znepokojoval a způsobil, že dílo nebylo ještě dlouho po svém vzniku uznáváno.
Typickým rysem románu je nestandardní zacházení s charakterem postav. Brontëová velmi zajímavě přiděluje vlastnosti, které v té době (a někdy dosud) byly automaticky považované za ženské a naopak, svým postavám bez ohledu na jejich pohlaví. Např. mladá Katka ve srovnání s Lintonem je tím silnějším, energetičtějším a samostatnějším z páru. Linton je popsán jako jemný, pasivní (a to i během dvoření).
Manželství mezi Katkou a Haretonem je do značné míry ozvěnou vztahu mezi Kateřinou a Heathcliffem. Obě ženy byly vzdělanější a na společenském žebříčku výše postavené. Pro oba muže je typická jako charakteristika přirozená inteligence.
Obě rodiny, jak Earnshawovi tak Lintonovi, představují protiklad. Zatímco Earnhawovi jsou symbolem určité přírodní (a duchovní) divokosti, Lintonovi symbolizují hmotnou společnost.
Nejkomplikovanější postavou příběhu je Heathcliff. Částečně stylizovaný jako romantický hrdina, tak jak ho čtenář očekává, tmavý, inteligentní, chladný. Nicméně také krutý a necitelný vůči svému okolí. Čtenář do konce příběhu očekává, kdy odhodí svou zápornou masku a ukáže se ve své pravé citlivé podobě, kdy se ukáže, že veškeré jeho necitelné krutosti byly vyvolané jeho nešťastnou láskou ke Kateřině. Autorka tuto masku nestrhne ani na konci a očekávaný romantický hrdina tak zůstává zahalen a klišé romantické literatury nenaplněno.

## Chronologické vystavění příběhu
Chronologie příběhu je umně vystavěna. Do děje čtenář vstupuje spolu s Lockwoodem v době, kdy mladá Katka žije na Větrné hůrce spolu s Heathcliffem a Haretonem, aniž by k nim skrývala svůj odpor. Díky Nelly se dozví celý příběh od přivedení Heathcliffa na Větrnou hůrku až do chvíle, kdy začíná kniha. Pak odjíždí do Londýna, a když se po roce náhodou ocitá v kraji, navštíví Větrnou hůrku již po Heathcliffově smrti a pozoruje štěstí mladých lidí. Nelly ho opět seznámí s událostmi, které se staly během posledního roku. Díky takovéto výstavbě textu, obohaceného ještě o dopisy, deníkové záznamy a kratší vyprávění dalších postav, je Lockwood pouze okrajovou postavou. Je to Nelly, kdo nese většinu příběhu a dokresluje ho svým komentářem.

## Role přírody
Důležitou roli v knize hraje krajina, v níž se příběh odehrává. Jedná se o yorkshirská vřesoviště, která jsou, byť jde o román, vykreslena silně básnicky, díky čemuž příběh dostává romantický nádech. Značná role přírody a vůbec místní tradice knihu rozšiřuje o baladický rozměr. Autorka na začátku knihy nepopisuje krajinu, ve které se lidé pohybují, nicméně z mluvy jednajících postav je zřejmé, že okolní příroda a podnebí hraje v jejich životě důležitou roli. Zároveň nástinem drsné přírody a nepřívětivého počasí podtrhuje drsné charaktery tamějších obyvatel. Větrná hůrka tak je pevně zasazena do svého okolí a nemohla by existovat nikde jinde.

## Překlady do češtiny
- 1912, 1946 Božena Šimková, Bouřlivé výšiny
- 1923, 1927 Máša Baklanová, Démon-Bouřlivé výšiny
- 1958 Jarmila Fastrová, Vichrné návrší
- 1960, 1968, 1973, 1978 Květa Marysková
- 2011, Pavla & Matouš Iblovi

## Zajímavosti
Postava Hindleyho, Kateřinina staršího bratra, který se po smrti své ženy propadá vlivem alkoholu stále hloub, byla částečně inspirována bratrem Emily Brontëové, Branwellem Brontëm, jenž měl podobný osud.
Po obyvatelích Větrné hůrky a Drozdova byli pojmenováni Heath Ledger a jeho sourozenci.

## Filmové zpracování
- Na Větrné hůrce (orig. Wuthering Heights) – britské romantické drama režiséra Williama Wylera z roku 1939.
- Na Větrné hůrce (orig. Wuthering Heights) – mexické drama, které natočil režiséra Luis Buñuel v roce 1954.
- Na Větrné hůrce (orig. Wuthering Heights) – britské drama režiséra Roberta Fuesta z roku 1970.
- Na Větrné hůrce (orig. Wuthering Heights) – americko-britské romantické drama režiséra Petera Kosminského z roku 1992.
- Bouřlivé výšiny (orig. Wuthering Heights) – britské romantické drama režiséra Davida Skynnera z roku 1998.
- Emily Brontëová: Bouřlivé výšiny (orig. Wuthering Heights) – britské romantické drama režiséra Cokyho Giedroyca z roku 2009.
- Bouřlivé výšiny (orig. Wuthering Heights) – britské romantické drama od režisérky Andrea Arnold z roku 2011.